# 윤희근
윤희근(尹熙根, 1968년 9월 9일~)은 대한민국의 제23대 경찰청장이다.

## 학력
- 운호고등학교 졸업
- 경찰대학 7기 학사
- 중국사회과학원 법학 석사

## 경력
- 1991년 3월~1991년 7월: 내무부 치안본부 경무부 경무과 근무
- 1991년 7월~1992년 7월: 제주지방경찰청 제901전경대 정보작전과장
- 1992년 7월~1993년 7월: 경기지방경찰청 기동8중대 근무
- 1993년 7월~1994년 7월: 서울중부경찰서 방범과 방범주임
- 1994년 7월~1997년 2월: 서울송파경찰서 수사과 조사계 근무
- 1997년 2월~1998년 1월: 중앙경찰학교 교수부 학생대 지도실장
- 1998년 1월~1998년 6월: 중앙경찰학교 총무과 근무
- 1998년 6월~1999년 2월: 중앙경찰학교 교수부 학생대 지도실장
- 1999년 2월~2001년 1월: 경찰청 정보국 정보4과 근무
- 2001년 1월~2001년 7월: 서울지방경찰청 경무부 경무과 근무
- 2001년 7월~2002년 7월: 서울지방경찰청 기동단 4기동대 52중대장
- 2002년 7월~2003년 3월: 서울지방경찰청 기동단 2기동대 717전경대장
- 2003년 3월~2004년 2월: 서울서초경찰서 정보보안과 정보계장
- 2004년 2월~2005년 1월: 충북지방경찰청 정보3계장
- 2005년 1월~2006년 3월: 충북지방경찰청 정보과 소속(중국유학)
- 2006년 3월~2007년 11월: 서울지방경찰청 경무부 경무과 소속(중국유학)
- 2007년 11월~2008년 3월: 서울수서경찰서 경비과장
- 2008년 3월~2010년 2월: 서울지방경찰청 정보부 정보1과 정보1계장
- 2010년 2월~2011년 1월: 서울지방경찰청 정보부 정보1과 정보3계장
- 2011년 1월~2011년 12월: 충북지방경찰청 정보과장 직무대행
- 2011년 12월~2012년 7월: 충북지방경찰청 경무과 치안정책교육과장 교육
- 2012년 7월~2014년 1월: 제52대 제천경찰서 서장
- 2014년 1월~2015년 1월: 경찰청 경무인사기획관실 경무담당관
- 2015년 1월~2016년 1월: 제18대 서울수서경찰서 서장
- 2016년 1월~2016년 12월: 서울지방경찰청 정보1과장
- 2016년 12월~2018년 12월: 서울지방경찰청 정보2과장
- 2018년 12월~2020년 1월: 제36대 청주흥덕경찰서 서장
- 2020년 1월~2020년 8월: 충북지방경찰청 제1부장
- 2020년 8월~2021년 7월: 서울지방경찰청 정보관리부장
- 2021년 7월~2021년 12월: 경찰청 자치경찰협력정책관 겸 국민중심경찰개혁단장
- 2021년 12월~2022년 6월: 경찰청 경비국장
- 2022년 6월~2022년 8월: 제40대 경찰청 차장
- 2022년 7월~2022년 8월: 경찰청장 직무대행
- 2022년 8월~2024년 8월: 제23대 경찰청장
- 2025년 3월~ : 청주대학교 경찰행정학과 석좌교수

## 승진
- 1991년: 경위 임관
- 1997년: 경감 승진
- 2004년: 경정 승진
- 2011년: 총경 승진
- 2018년: 경무관 승진
- 2021년: 치안감 승진
- 2022년: 치안정감 승진
- 2022년: 치안총감 승진

## 서훈
- 2010년: 녹조근정훈장
- 2014년: 대통령 표창

| 전임 김창룡 | 제23대 경찰청장 2022년 8월 10일~2024년 8월 9일 | 후임 조지호 |

| 전임 진교훈 | 제40대 경찰청 차장 2022년 6월 8일~2022년 8월 10일 | 후임 우종수 |

| 전임 김창룡 | 경찰청장 직무대행 2022년 7월 6일~2022년 8월 10일 | 후임 윤희근 |